# Andrea Camilleri
Andrea Calogero Camilleri, född 6 september 1925 i Porto Empedocle på Sicilien, död 17 juli 2019 i Rom, var en italiensk författare. Camilleri arbetade även som manusförfattare och tv-regissör i Rom. Han har bland annat skrivit en serie polisdeckare som utspelar sig på Sicilien med kommissarie Salvo Montalbano som huvudperson. TV-serien Kommissarie Montalbano är baserad på böckerna.